# Isang Yun
Isang Yun (en coréen : 윤이상), né à Chungmu (aujourd'hui Tongyeong en Corée du Sud, à l'époque sous domination japonaise) le 17 septembre 1917 et décédé le 3 novembre 1995 à Berlin, est un compositeur de musique classique. Il a passé l'essentiel de sa carrière en Allemagne. Lié aux avant-gardes européennes, il a cherché à intégrer des éléments de la musique coréenne dans son œuvre. Il a notamment eu pour élève le compositeur japonais Toshio Hosokawa qui lui a dédié une œuvre in memoriam. 

## Biographie
Yun est le fils du poète Yun Ki-hyon. Il commence à écrire de la musique à l'âge de 14 ans puis part quatre ans au Japon pour des études de musique au conservatoire d'Osaka (violoncelle et théorie de la musique) et à Tokyo (contrepoint et composition avec Tomojiro Ikenouchi). Après la guerre, il enseigne la musique à Tongyeong et à Busan puis à l'université nationale de Séoul ; en 1956 il déménage à Berlin où il étudie la composition et l'écriture musicale avec Boris Blacher et Josef Rufer à la Musikhochschule de Berlin. La consécration internationale arrive avec Reak en 1966. Cependant, l'année suivante, il est enlevé par les services secrets sud-coréens, emmené à Séoul, torturé et condamné à la prison à perpétuité pour trahison, essentiellement à cause d'un voyage en Corée du Nord. À la suite de protestations internationales et d'une pétition de musiciens célèbres — notamment Igor Stravinsky, Herbert von Karajan, Luigi Dallapiccola, Hans Werner Henze, Heinz Holliger, Mauricio Kagel, Joseph Keilberth, Otto Klemperer, György Ligeti, Arne Mellnäs, Per Nørgård, Karlheinz Stockhausen et Bernd Alois Zimmermann — il est libéré en 1969 et obtient la nationalité allemande en 1971. Il continue alors de se prononcer en faveur de la démocratisation et de la réunification de la Corée. De 1970 à 1985, il enseigne à l'université des arts de Berlin et fonde l'institut de musique Isang Yun à Pyongyang en 1984.

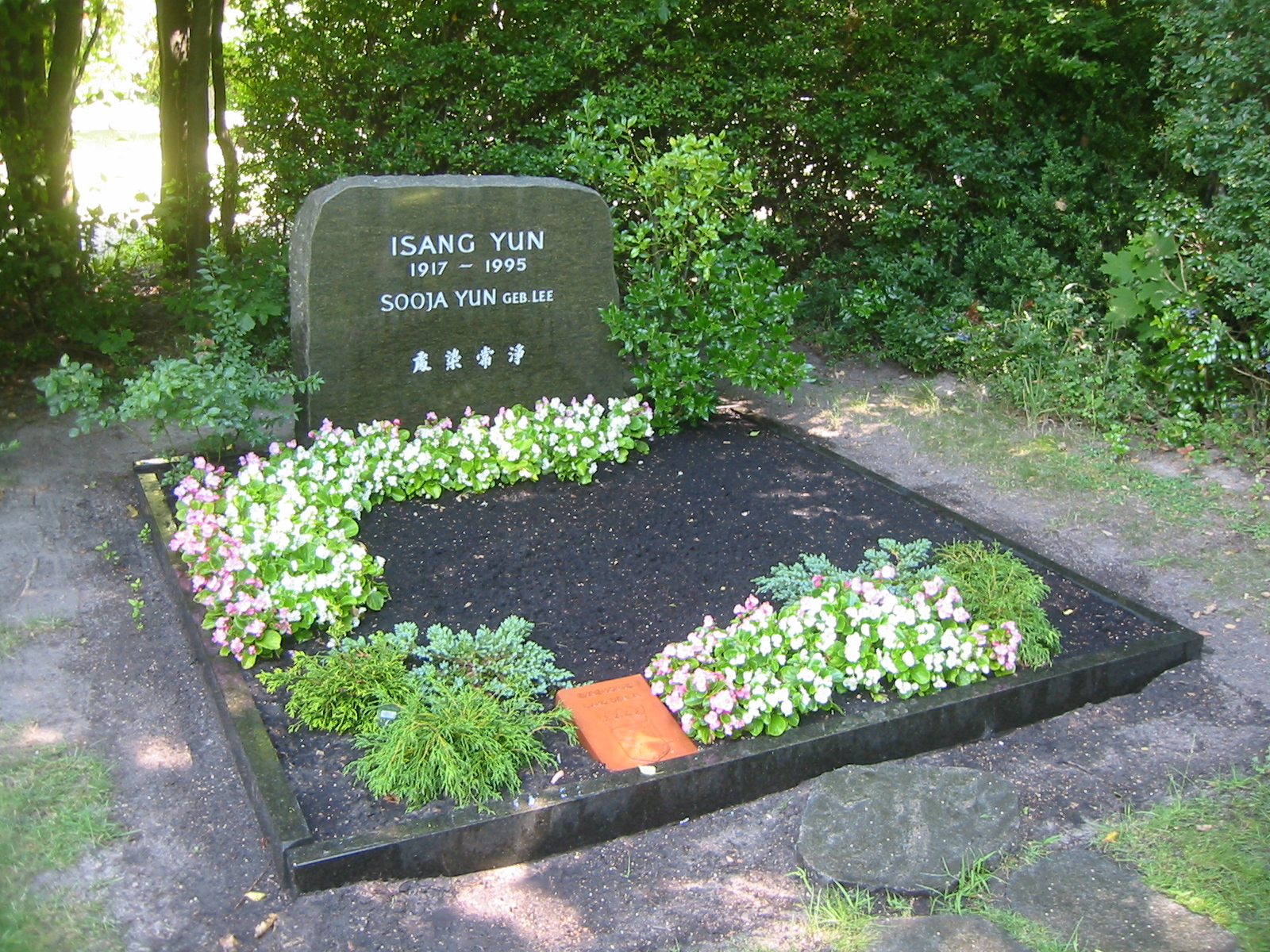
Tombe d'Isang Yun au Landschaftsfriedhof de Berlin

## Œuvres
Toutes les compositions sont publiées chez Bote & Bock / Boosey & Hawkes, Berlin
Opéras
- Der Traum des Liu-Tung (1965)
- Die Witwe des Schmetterlings (Butterfly Widow) (1967/68)
- Geisterliebe (1971)
- Sim Tjong (1971/72)

Musique Vocale / Chorale
- Om mani padme hum pour soli, chœur et orchestre (1964)
- Ein Schmetterlingstraum pour chœur et percussion (1968)
- Vom Tao pour chœur, orgue et percussion (1972/88)
- Memory pour three voices et percussion (Du Mu, 1974)
- An der Schwelle pour baryton, chœur de femmes, orgue et ensemble (Albrecht Haushofer, 1975)
- Der weise Mann pour baryton, chœur et petit orchestre (1977)
- Der Herr ist mein Hirte pour trombone et chœur (Psaume 23 / Nelly Sachs, 1981)
- O Licht... pour violon et chœur (Buddhism / Nelly Sachs, 1981)
- Naui Dang, Naui Minjokiyo! (My Land, My People) pour soli, orchestre et chœur (South Korean poets, 1987)
- Engel en Flammen. Memento et Epilogue pour orchestre, soprano, et chœur de femmes (1994)
- Epilogue pour soprano, chœur de femmes, et cinq instruments (1994)

Orchestre
- Symphonies
  - Symphonie nº 1 en quatre mouvements (1982/83)
  - Symphonie nº 2 en trois mouvements (1984)
  - Symphonie nº 3 en un mouvement (1985)
  - Symphonie nº 4 Im Dunkeln singen en deux mouvements (1986)
  - Symphonie nº 5 pour high baritone et orchestre en cinq mouvements (Nelly Sachs, 1987)
  - Symphonie de chambre nº 1, pour 2 hautbois, 2 cors, et cordes (1987)
  - Symphonie de chambre nº 2 Den Opfern der Freiheit (1989)
- Bara pour orchestre (1960)
- Symphonic Scene pour large orchestre (1960)
- Colloïdes sonores pour cordes (1961)
- Fluktuationen pour grand orchestre (1964)
- Réak pour grand orchestre (1966)
- Dimensionen pour orchestre et orgue (1971)
- Konzertante Figuren pour petit orchestre (1972)
- Harmonia pour 16 vents, harpe & percussion (1974)
- Muak pour grand orchestre (1978)
- Exemplum en memoriam Kwangju pour grand orchestre (1981)
- Impression pour petit orchestre (1986)
- Mugung-Dong (Invocation) pour vents, percussion et contrebasse (1986)
- Tapis pour orchestre à cordes (1987)
- Konturen pour grand orchestre (1989)
- Silla pour orchestre (1992)

Concertos
- Concerto pour violoncelle (1975/76)
- Concerto pour flûte (1977)
- Double Concerto pour hautbois, harpe, et orchestre de chambre (1977)
- Fanfare et Memorial pour orchestre avec harpe et flûte (1979)
- Concerto pour Clarinette (1981)
- Concerto pour violon nº 1 (1981)
- Concerto pour violon nº 2 (1983–1986)
- Gong-Hu pour harpe et cordes (1984)
- Duetto concertante pour hautbois, cor anglais, et cordes (1987)
- Concerto pour hautbois (hautbois d'amour) et orchestre (1990)
- Concerto pour violon nº 3 (1992)

musique de Chambre (sept ou plus) / Ensemble
- Music pour Seven Instruments (1959)
- Loyang pour ensemble (1962)
- Pièce concertante pour ensemble (1976)
- Oktett pour clarinette (clarinette basse), basson, cor & quintette à cordes (1978)
- Distanzen pour dix players (vents & quintette à cordes) (1988)
- Kammerkonzert nº 1 (1990)
- Kammerkonzert nº 2 (1990)
- Octuor de vents avec contrebasse (1991)

Pour un instrument
- cinq Pieces pour Piano (1958)
- Shao Yang Yin pour clavecin ou piano (1966)
- Tuyaux sonores pour orgue solo (1967)
- Glissées pour violoncelle solo (1970)
- Piri pour hautbois solo (1971)
- Etudes I-V pour flûte solo (1974)
- Fragment pour orgue (1975)
- Koenigliches Thema pour violon solo (1976)
- Salomo pour flûte alto solo (1977/78)
- Interludium A pour piano (1982)
- Monolog pour clarinette basse (1983)
- Monolog pour basson solo (1983/84)
- Li-Na im Garten. Cinq Pièces pour violon solo (1984/85)
- In Balance pour harpe solo (1987)
- Kontraste. Deux Pièces pour violon solo (1987)
- Sori pour flûte solo (1988)
- Chinesische Bilder. quatre Pièces pour flûte ou flûte à bec solo (1993)
- Seven Etudes pour violoncelle solo (1993)

Pour deux instruments
- Garak pour flûte et piano (1963)
- Gasa pour violon et piano (1963)
- Nore pour violoncelle et piano (1964)
- Riul pour clarinette et piano (1968)
- Duo pour alto & piano (1976)
- Espace I pour violoncelle et piano (1992)
- Inventionen pour 2 hautbois (1983)
- Inventionen pour 2 flûtes (1983; arr. 1984)
- Sonatina pour 2 violons (1983)
- Duo pour violoncelle & harpe (1984)
- Intermezzo pour violoncelle & accordéon (1988)
- Contemplation pour 2 altos (1988)
- Rufe pour hautbois et harpe (1989)
- Together pour violon et contrebasse (1989) Création à Århus, lors du festival Numos, par Helge Slaatto et Frank Reinecke au printemps 1990.
- Sonata pour violon et piano (1991)
- Ost-West-Miniaturen I-II pour hautbois & violoncelle (1994)

Pour trois instruments
- Trio pour flûte, hautbois & violon (1972/73)
- Piano trio (1972/75)
- Rondell pour hautbois, clarinette et basson (1975)
- Sonata pour hautbois (hautbois d'amour), harpe, et  violoncelle (ou alto) (1979)
- Rencontre pour clarinette, violoncelle & piano (ou harpe) (1986)
- Pezzo fantasioso pour deux instruments et instruments à la basse ad libitum (1988)
- Trio pour clarinette, basson & cor (1992)
- Espace II pour hautbois, violoncelle & harpe (1993)

Quatre instruments
- Quatuor à cordes n°1 en trois mouvements (1955)
- Quatuor à cordes nº 3 en trois mouvements (1959)
- Images pour flûte, hautbois, violon, et violoncelle (1968)
- Novellette pour flûte et harpe avec violon et violoncelle (1980)
- Quartet pour flûtes (1986)
- Quartet pour flûte, violon, violoncelle & piano (1988)
- Quatuor à cordes nº 4 en deux mouvements (1988)
- Quartet pour cor, trompette, trombone & piano (1992)
- Quatuor à cordes nº 5 en un mouvement (1990)
- Quatuor à cordes nº 6 en quatre mouvements (1992)
- Quartet pour hautbois et trio à cordes (1994)

Cinq instruments
- Concertino pour accordéon & Quatuor à cordes (1983)
- Quintette avec clarinette nº 1 pour clarinette et Quatuor à cordes (1984)
- Quintette avec flûte pour flûte et Quatuor à cordes (1986)
- Tapis pour quintette à cordes (1987)
- Festlicher Tanz pour Quintette à vent (1988)
- Quintette à vent I et II (1991)
- Quintette avec clarinette nº 2 (1994)